# Stenobrium punctatum
Stenobrium punctatum là một loài bọ cánh cứng trong họ Cerambycidae.